# Woit Tałgajew
Woit Tałgajew, ros. Ваит Абдул-Хамидович Талгаев, Wait Abduł-Chamidowicz Tałgajew (ur. 11 maja 1953 w Dżambule, Kazachska SRR) – kazachski piłkarz pochodzenia czeczeńskiego, grający na pozycji obrońcy, trener piłkarski.

## Kariera piłkarska

### Kariera klubowa
W 1972 rozpoczął karierę piłkarską w miejscowym Ałatau Dżambuł. W 1976 został zaproszony do Kajratu Ałmaty, w którym występował z przerwą do lata 1982. Potem powrócił do rodzimego klubu, który już zmienił nazwę na Chimik Dżambuł. W 1986 roku zakończył karierę piłkarza.

### Kariera reprezentacyjna
W 1979 bronił barw reprezentacji Kazachskiej SRR na Spartakiadzie Narodów ZSRR.

## Kariera trenerska
Po zakończeniu kariery piłkarza rozpoczął pracę szkoleniowca. Najpierw pomagał trenować, a od 1990 do 1992 prowadził rodzimy klub z Dżambułu, który nazywał się Chimik, a potem Fosfor. W latach 1993–1994 pracował jako główny trener Erzu Grozny. Od 1996 do 1997 ponownie prowadził dżambulski klub, który już zmienił nazwę na FK Taraz. W 1998 roku (do lipca) trenował Irtysz Pawłodar, od lipca 1998 do lipca 1999 roku - Kajsar-Hurricane Kyzyłorda. W roku 2000 został mianowany na stanowisko selekcjonera narodowej reprezentacji Kazachstanu. Zespół pod jego kierownictwem rozegrał 9 gier. W latach 2000–2002 kierował FK Atyrau. Od 2003 do 2005 oraz od 2006 do 2007 obejmował stanowisko głównego trenera Tereku Grozny. Pod jego kierownictwem klub zdobył pierwsze miejsce w pierwszej lidze i zdobył Puchar Rosji w roku 2004. Z powodów rodzinnych opuścił Terek. W 2009 roku stał na czele Żetysu Tałdykorgan. W sezonie 2010 zespół nie zakwalifikował się do sześciu najsilniejszych i trener został zwolniony. W grudniu 2010 roku po raz trzeci stał na czele FK Taraz. W grudniu 2011 roku podał się do dymisji. W sierpniu 2012 roku dołączył do sztabu szkoleniowego Tereku Grozny. Od 29 października do 7 listopada 2013 pełnił obowiązki głównego trenera Tereku w związku z rezygnacją Jurija Krasnożana. Na początku września 2015 opuścił klub z Groznego.

## Sukcesy i odznaczenia

### Sukcesy piłkarskie
Kajrat Ałmaty
- mistrz Pierwoj ligi ZSRR: 1976

### Sukcesy trenerskie
FK Taraz
- mistrz Kazachstanu: 1996
- wicemistrz Kazachstanu: 1995, 1997

FK Atyrau
- wicemistrz Kazachstanu: 2001, 2002

Terek Grozny
- mistrz Rosyjskiej Pierwszej Dywizji: 2004
- wicemistrz Rosyjskiej Pierwszej Dywizji: 2007
- zdobywca Pucharu Rosji: 2004

### Odznaczenia
- tytuł Mistrza Sportu ZSRR